# Шанхай. Двадцатые годы
«Шанха́й. Двадцатые годы» (Shang Hai yi jiu er ling) — гангстерский фильм, снятый в 1991 году в Гонконге.

## Сюжет
Билли Фонг, китайский мальчик, работающий в шанхайских доках, познакомился и подружился с Доусоном Коулом, избалованным сыном американского судоходного магната. Однажды они случайно обнаружили магазин, в котором тайно продавался опий. Пытаясь убрать ненужных свидетелей, наркоторговец убивает отца Доусона. Юные друзья отомстили за это убийство.
В 1930 году Коул возвращается в Шанхай, чтобы стать во главе семейной фирмы. Вскоре его похищают гангстеры. Находясь в заложниках, Доусон узнаёт в товарище по несчастью друга своего детства — Билли Фонга. Вместе они освобождаются. Но Триады не оставляют в покое Коула и Фонг помогает ему избавиться от назойливого внимания гангстеров. Доусон и Билли становятся деловыми партнёрами. Коул хочет заниматься законной предпринимательской деятельностью, но Фонг жаждет власти, всё больше увлекая своего друга и партнёра в мир организованной преступности…

## В ролях
- Джон Лоун — Билли Фонг
- Эдриан Пасдар — Доусон Коул
- Фенние Юэнь — Мэй
- Эрик Майкл Зи — Фрэнсис
- Лолетта Ли — Мэйбл
- Кион Янг — Минг
- Вонг Чунг Йиу — молодой Билли
- Билли Корбен — молодой Доусон
- Джек Хэа — отец Доусона
- Сиу-Минг Лау — Пао
- Кам-Конг Вонг — Цо
- Кирк Вонг — гангстер из Триады

## Съёмочная группа
- Режиссёр — По-Чин Леонг
- Продюсеры — Роберт Чуа (исполнительный продюсер), Джим Чои, Джино Гримальди
- Сценаристы — Майкл Лофлин и Тимоти Р. Лонг
- Операторы — Джо Чан и Уолтер Грегг
- Композитор — Китаро